# Рогош
Рого́ш (болг. Рогош) — село в Пловдивській області Болгарії. Входить до складу общини Мариця.

## Населення
За даними перепису населення 2011 року у селі проживали 3113 осіб.
Національний склад населення села:
| Національність   | Кількість осіб | Відсоток |
| ---------------- | -------------- | -------- |
| болгари          | 2289           | 86,0%    |
| цигани           | 344            | 12,9%    |
| турки            | 19             | 0,7%     |
| інша             | 4              | 0,2%     |
| не визначились   | 5              | 0,2%     |
| Всього відповіли | 2661           |          |

Розподіл населення за віком у 2011 році:
Динаміка населення: